# James M. Roe
James M. Roe (nacido en 1943) es un ingeniero estadounidense y un astrónomo aficionado con el reconocimiento de descubrir 94 asteroides entre 1998 y 2002 
.Él es el fundador y director ejecutivo de la Alianza para la Astronomía, una corporación sin fines de lucro creada en 2004, cuyo objetivo declarado es "promover la conciencia pública, la apreciación y la educación en ciencias de la astronomía y afines".  De 1995 a 2003, vivió y trabajó en Oaxaca, México, donde hizo la mayor parte de sus observaciones de asteroides.
Fue nombrado Astrónomo Aficionado del Año por la región central de los Estados de la Liga Astronómica en 2006.